# Ångreformering
Ångreformering är en process för att utvinna vätgas från metan. Reaktionen kan skrivas
{\displaystyle {\ce {CH4 + H2O <=> CO + 3 H2}}}
och kräver högt tryck och temperatur. I kombination med vatten-gasskift, 
{\displaystyle {\ce {CO + H2O <=> H2 + CO2}}},
kan ytterligare vätgas framställas, med koldioxid som biprodukt.
Ångreformering av naturgas är det vanligaste sättet att framställa vätgas. Man kan särskilja klimatpåverkan av vätgas beroende på produktionssätt och hantering av koldioxid. Några av dessa är 
- Grå vätgas kommer från ångreformering där koldioxid släpps ut i atmosfären.
- Blå vätgas kommer från ångreformering där koldioxid fångas in och lagras.
- Grön vätgas kommer från elektrolys av vatten.